# Motyri
Motyri (ros. Мотыри) – wieś w Rosji, w rejonie mieżdurieczeńskim obwodu wołogodzkiego. W 2010 r. liczyła 11 mieszkańców.